# Primula laxiuscula
Primula laxiuscula är en viveväxtart som beskrevs av William Wright Smith. Primula laxiuscula ingår i släktet vivor, och familjen viveväxter. Inga underarter finns listade i Catalogue of Life.